# Salvia flocculosa
Salvia flocculosa là một loài thực vật có hoa thuộc họ Lamiaceae là loài bản địa của Ecuador.
Môi trường sống tự nhiên của chúng là vùng núi ẩm nhiệt đới hoặc cận nhiệt đới.